# The Zygon Invasion
"The Zygon Invasion" é o sétimo episódio da nona temporada da série de ficção científica britânica Doctor Who, transmitido originalmente através da BBC One em 31 de outubro de 2015. É a primeira parte de uma história divida em dois capítulos, tendo sua conclusão no episódio seguinte, "The Zygon Inversion". Ambos foram escritos por Peter Harness e dirigidos por Daniel Nettheim.
Neste episódio, o alienígena viajante do tempo conhecido como o Doutor (Peter Capaldi) descobre que o tratado de paz feito por suas encarnações anteriores entre os Zygons e os humanos foi rompido, e agora, parte desta raça quer tomar a Terra para si, a fim de viver sobre sua verdadeira forma. Além disso, a versão viva da cientista da UNIT Osgood (Ingrid Oliver), uma das primeiras humanas clonadas pelos Zygons, foi raptada por estes. O Doutor, com a ajuda da UNIT, mais uma vez tentará trazer paz para essas duas raças, procurando ainda salvar Osgood.

## Enredo
O episódio começa relembrando o último ataque dos Zygons à Terra e do tratado de paz feito pelo Doutor, além da existência de duas versões da cientista da UNIT Osgood: uma humana e um clone feito por Zygon, que ninguém sabe qual é qual; elas se consideravam como híbridas das duas raças, e irmãs. Embora o tratado permitiu 20 milhões de Zygons a permanecer na Terra, vivendo pacificamente como seres humanos disfarçados, o Doutor advertiu as Osgoods do cenário de pesadelo, e em caso da quebra do tratado, ele deixou as duas com um recipiente misterioso que elas chamam de "Osgood Box". Entretanto, posteriormente uma das Osgoods foi morta por Missy; Após o acontecido, a outra saiu da UNIT e desapareceu. No presente, a Osgood viva é perseguia por Zygons e capturada, mas ela consegue avisar o Doutor que o cenário de pesadelo ocorreu.
O Doutor chega à Terra e primeiro localiza dois comandantes Zygon conhecidos, que tomaram a forma de duas meninas; antes que ele possa interrogá-las, as duas são capturadas por outro Zygon. Depois de tentar entrar em contato com Clara, o Doutor vai para a sede da UNIT na Torre de Londres, onde Kate Stewart e sua assistente Jac o interrogam.
Enquanto isso, Clara deixa seu apartamento, mas antes que ela retorne as ligações do Doutor, ela vê o menino de um vizinho, Sandeep, preocupado por seus pais. Clara vai investigar, e se surpreende com os pais do garoto dentro do apartamento. Eles então levam o menino lutando para casa e dizem a Clara que está tudo bem. Ela então vai embora e finalmente retorna chamada e se junta ao Doutor. Quando Clara chega, a UNIT recebe um vídeo mostrando os dois comandantes Zygon sendo mortos na cidade de Truth or Consequences, no Novo México, e de Osgood sendo forçada a ler sobre os planos dos Zygons para a invasão de uma pequena aldeia no Turmezistão. O Doutor afirma que isso deve ser um grupo dissidente já que a maior parte dos Zygons queriam viver pacificamente. Kate parte para os Estados Unidos para investigar Truth or Consequences, enquanto o Doutor vai para o Turmezistão para ajudar Osgood; ele ordena Jac e Clara para manter a Inglaterra segura. Kate explica que eles não têm mais uma arma feita de gás nervoso especial que afetaria apenas o Zygons, matando-os, já que o Doutor lhes tirou isso muitos anos antes.
O Doutor, usando seu avião de "presidente do mundo", chega no Turmezistão, sendo atendido pelo comandante da UNIT Walsh, que explica que os Zygons usam a aparência de entes queridos dos soldados para evitar qualquer ataque; como tal, eles agora planejam bombardear a cidade em 30 minutos. O Doutor, Walsh, e uma tropa de soldados se aproximam da igreja da cidade; os Zygons aparecem como seus entes queridos e convencem o resto da tropa a não disparar contra eles. Eles entram na igreja e o Doutor tenta os ajudar, mas quando ele chega, os Zygons já os mataram e fugiram; Walsh dá ao Doutor 10 minutos para encontrar Osgood antes do início do bombardeio. Ele então a encontra debaixo da igreja, mas eles são encurralados por um Zygon. O bombardeio começa mais cedo, e o Zygon é nocauteado por queda de detritos. Eles voltam ao avião com o Zygon capturado, onde o Doutor tenta conseguir mais informações dele.
No Novo México, Kate encontra a cidade vazia. Na estação do xerife, ela se depara com uma policial que afirma ser a única que restou viva. Ela explica que quando a identidade dos Zygons foi revelada para os seres humanos, devido a um jovem ser incapaz de manter a sua forma, eles se voltaram contra os humanos e os mataram. Kate estuda os registros para tentar aprender qual a importância da cidade, enquanto a policial, fora de vista, revela-se ser um Zygon e se prepara para atacar Kate.
Em Londres, Jac leva Clara de volta para seu apartamento para pegar algumas coisas quando observam os pais de Sandeep arrastando um grande saco em um elevador. Elas entram neste e percebem que ele tem controles Zygon, levando-os para túneis abaixo da cidade, e rapidamente descobrem vários elevadores em toda Londres que trabalham na mesma maneira. Elas retornam a UNIT para organizar uma tropa para explorar os túneis. Lá, eles encontram milhares de capsulas de Zygons, e Clara afirma que eles devem ser clones sendo cultivados e portanto precisam ser destruídos. Ela então revela uma capsula que parece ser um clone de si mesma. Jac chega a perceber tarde demais que a verdadeira Clara está dentro do compartimento e outra é uma Zygon. O Zygon, que se chama Bonnie, tinha trocado de lugar com Clara quando ela foi a casa de Sandeep, e ela explica que a invasão já aconteceu, e que as capsulas contêm os seres humanos capturados. Jac ordena uma retirada, mas o grupo está cercado por Zygons e são mortos. Bonnie retorna para a sede da UNIT para recuperar um item, e é contactado pelo Zygon no Novo México, que agora tomou forma de Kate, afirmando que ela foi neutralizada.
A bordo do avião e sem conseguir respostas do Zygon, o Doutor tenta aprender mais com Osgood. De repente, ele recebe um telefonema de Bonnie, dizendo-lhe que Clara e Kate estão mortas, e seu avião nunca vai pousar na Inglaterra, pouco antes de disparar um míssil portátil que ela pegou da sede da UNIT contra o avião. Há uma explosão, e Bonnie sorri enquanto assiste.

### Continuidade
Os pontos de interrogação na gola da blusa de Osgood foram usados pela primeira vez pelo Quarto Doutor (a partir de The Leisure Hive) e mais tarde apareceu no figurino dos Quinto e Sexto Doutores. Uma dos Osgoods no vídeo de abertura também usa um colete com pontos de interrogação semelhante a um vestido pelo Sétimo Doutor, enquanto usava também outros adereços do Quarto e a gravata borboleta do Décimo primeiro Doutor.
Um retrato do Primeiro Doutor está colocado entre as escadas da casa segura da UNIT.
O Doutor observa que uma vez ele beijou um Zygon, referindo-se ao Décimo Doutor quando ele beijou um que estava na forma da rainha Elizabeth em "The Day of the Doctor."
Kate menciona eventos de Terror of the Zygons que aconteceram entre os anos 1970 ou 1980. Esta é uma referência à controvérsia da posição temporal dos eventos da UNIT em relação à qual década as histórias do Terceiro e do Quarto Doutor com a UNIT realmente ocorreram. Ela também menciona "um cirurgião naval" que ajudou a criar o Z67, um gás nervoso anti-Zygon, referindo-se a Harry Sullivan, companhia do Quarto doutor, que foi destaque em Terror of the Zygons.
O doutor retoma a posição de "presidente do mundo", visto pela última vez em "Death in Heaven".
O Doutor sugere que Osgood é um híbrido entre um Zygon e humano, continuando o tema de "seres híbridos" abordado em "The Magician's Apprentice" / "The Witch's Familiar" e "The Girl Who Died" / "The Woman Who Lived".